# Institut des sciences et techniques des Yvelines
Institut des sciences et techniques des Yvelines, fondată în 1992, este o universitate tehnică de stat din Vélizy-Villacoublay (Franța).

## Secții
- Master

Domeniu: Inginerie, IT, mecatronica, sisteme electronice integrate